# Дезанкло, Альфред
Альфред Дезанкло (фр. Alfred Desenclos; 7 февраля 1912, Ле-Портель — 3 марта 1971, Париж) — французский композитор.

## Биография
По материальным причинам начал профессионально учиться музыке довольно поздно, в 1929 г. поступив в фортепианный класс консерватории в городе Рубэ, затем с 1932 г. учился в Парижской консерватории. В 1930-е гг. руководил также хором парижской церкви Нотр-Дам-де-Лорет. В 1942 г. был удостоен Римской премии. В 1943—1950 гг. руководил консерваторией в Рубэ, затем преподавал в Париже. Был дружен с Артюром Онеггером, называвшим его «отличным музыкантом».

## Культурное наследие
Наибольшей известностью в композиторском наследии Дезанкло пользуются произведения для саксофона: Квартет для четырёх саксофонов («Quatuor pour saxophones», 1964, написан для квартета Марселя Мюля) и Прелюдия, каденция и финал (1956) для саксофона и фортепиано (существует ряд переложений для саксофона с различными оркестровыми составами). Кроме того, значителен Реквием Дезанкло (1961), оказавшийся в центре скандала в 2001 году, когда обосновавшийся в США француз Тристан Фуазон выдал его за собственное сочинение, а базирующийся в Вашингтоне хор «Capitol Hill Chorale» торжественно исполнил «американскую премьеру» этого произведения, после чего плагиат был разоблачён одним из слушателей.
Сын Дезанкло — органист Фредерик Дезанкло, осуществивший первую запись «Реквиема» своего отца вместе с Камерным хором «Стихии».